# Relief mit Medea und den Peliaden (Berlin SK 925)

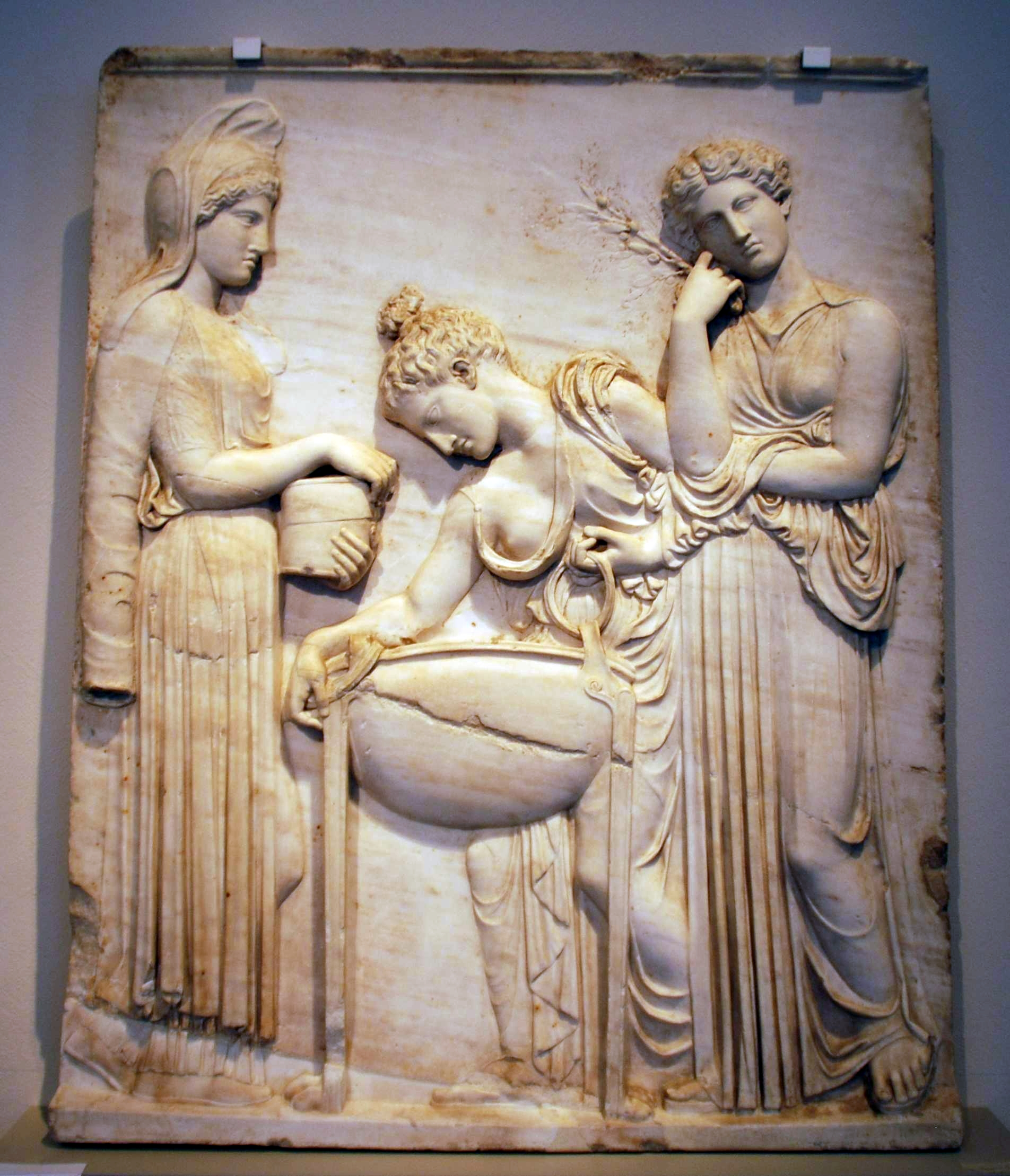
Das Peliadenrelief in der aktuellen Ausstellung (2010)

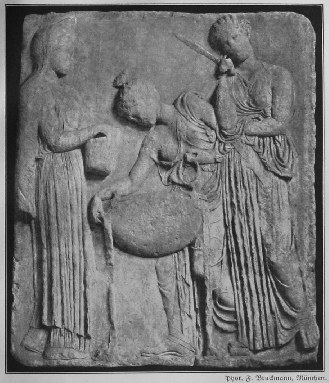
Abguss einer anderen Kopie des Peliadenreliefs, in der die rechte Peliade ein Schwert statt eines Zweigs hält

Das Relief mit Medea und den Peliaden ist die römische Kopie eines antiken griechischen Reliefs, dessen Original in die Zeit um 420/10 v. Chr. datiert wird. Es befindet sich heute in der Antikensammlung Berlin (Inventarnummer Sk 925 [K 186]).
Das Relief aus pentelischem Marmor ist seit der Renaissance bekannt. Um 1550 ist es im Besitz des Kardinals Niccolò Ridolfi nachweisbar. Danach befand es sich im Palazzo Strozzi in Florenz, dann im Palazzo Niccolini ebenfalls in Florenz. 1828 wurde es in Rom für die Berliner Antikensammlung erworben. Aktuell wird es nach vielerlei Ortswechseln, darunter der Ausstellung im Pergamonmuseum, in den letzten Jahrzehnten in der 2010 neu konzipierten Ausstellung der italischen, etruskischen und römischen Antiken im Alten Museum präsentiert.
Das Relief zeigt an der linken Seite Medea, in den Händen hält sie eine Pyxis, die sie wohl gerade öffnen möchte. Sie ist mit einem doppelten Chiton bekleidet, einer Tiara auf dem Kopf und Schuhen. Die beiden anderen jungen Frauen sind die Töchter des mythischen thessalischen Königs Pelias, die Peliaden. Die mittlere Figur trägt einen einfachen Chiton, der tief fällt und ihre linke Brust unbedeckt lässt. Ihre lockigen Haare hat sie am Hinterkopf zusammengenommen und zu einem runden Zopf zusammengefasst. Sie ist über einen Dreifußkessel gebeugt, den sie möglicherweise gerade dort abgestellt hat. Ihre Schwester, die am rechten Rand des Bildes steht, trägt einen Chiton mit Überschlag. Sie wirkt abwesend und hat ihren Kopf vom Geschehen weg gedreht. Ihr Blick geht ins Leere. Ihren rechten Ellenbogen hat sie auf die linke Hand gestützt, die ihrerseits unter dem Überschlag des Chitons verborgen ist. In der Hand hält sie einen Olivenzweig. Wie aus anderen Repliken des Werkes hervorgeht, hielt die junge Frau ursprünglich ein Schwert in der Hand, das jedoch ein moderner Künstler umgearbeitet hatte, wohl um die Schärfe aus der Szene zu nehmen. Sind die drei Frauen doch gerade dabei, ein Verjüngungsbad anzurichten, in dem Pelias verjüngt werden sollte. Zuvor hätte er zerstückelt werden müssen. Doch wusste jeder antike Betrachter, dass dieses nur die Rache der Medea an Pelias für erlittenes Unrecht war und sie die Töchter ihren Vater töten lässt. Neben der Umarbeitung des Schwertes wurden auch weitere Details modern umgearbeitet.
Heute weiß man, dass zu diesem Relief drei weitere Reliefs in ähnlicher Anlage und Struktur gehören, die ebenfalls in römischen Kopien erhalten sind. Auch sie zeigen Versuche von Menschen und Heroen, unsterblich zu werden. Es wird vermutet, dass die vier Teile zu einem Altar gehörten, der auf der Athener Agora stand. Ein anderer Rekonstruktionsvorschlag vermutet, dass die vier Friese zum Unterbau eines Grabmals gehörten. Das Thema ist zur Entstehungszeit nicht verwunderlich, fallen in die Zeit doch die Todesdaten von Euripides und Sophokles, die sich in ihren Tragödien mit solchen Stoffen beschäftigten.